# Actocetor panelii
Actocetor panelii är en tvåvingeart som beskrevs av Frey 1958. Actocetor panelii ingår i släktet Actocetor och familjen vattenflugor. Inga underarter finns listade i Catalogue of Life.